# Thamnosophis mavotenda
Thamnosophis mavotenda — вид змій родини Pseudoxyrhophiidae. Ендемік Мадагаскару.

## Поширення і екологія
Thamnosophis mavotenda мешкають на плато Бемараха і Наморока на заході острова Мадагаскар. Вони живуть в сухих листяних лісах, що ростуть серед карстових скель.

## Збереження
МСОП класифікує стан збереження цього виду як близький до загрозливого. Liophidium pattoni загрожує знищення природного середовища.